# Cryptocarya infectoria
Cryptocarya infectoria là loài thực vật có hoa trong họ Nguyệt quế. Loài này được (Blume) Miq. miêu tả khoa học đầu tiên năm 1858.